# Базарбаев, Темиржан
Темиржан Базарбаев (каз. Теміржан Базарбаев; 13 марта 1935, а. Жалгызагаш Алакольский район Алматинская область — 26 февраля 2006) — советский и казахстанский композитор, заслуженный деятель искусств Казахской ССР (1982).

## Биография
В 1961 году окончил Алматинскую консерваторию (класс композиции К. X. Кужамьярова).
Руководил Ертисским отделением Союза композиторов Казахской ССР (1979—1982).
Автор симфонических поэм «Ботагоз», «Жетысу», камерно-инструментальных произведений, концертов для трубы и оркестра, для оркестра народных инструментов, популярных песен «Студенттік кештер», «Ауылым», а также музыки к спектаклям.